# Triking Sports Cars

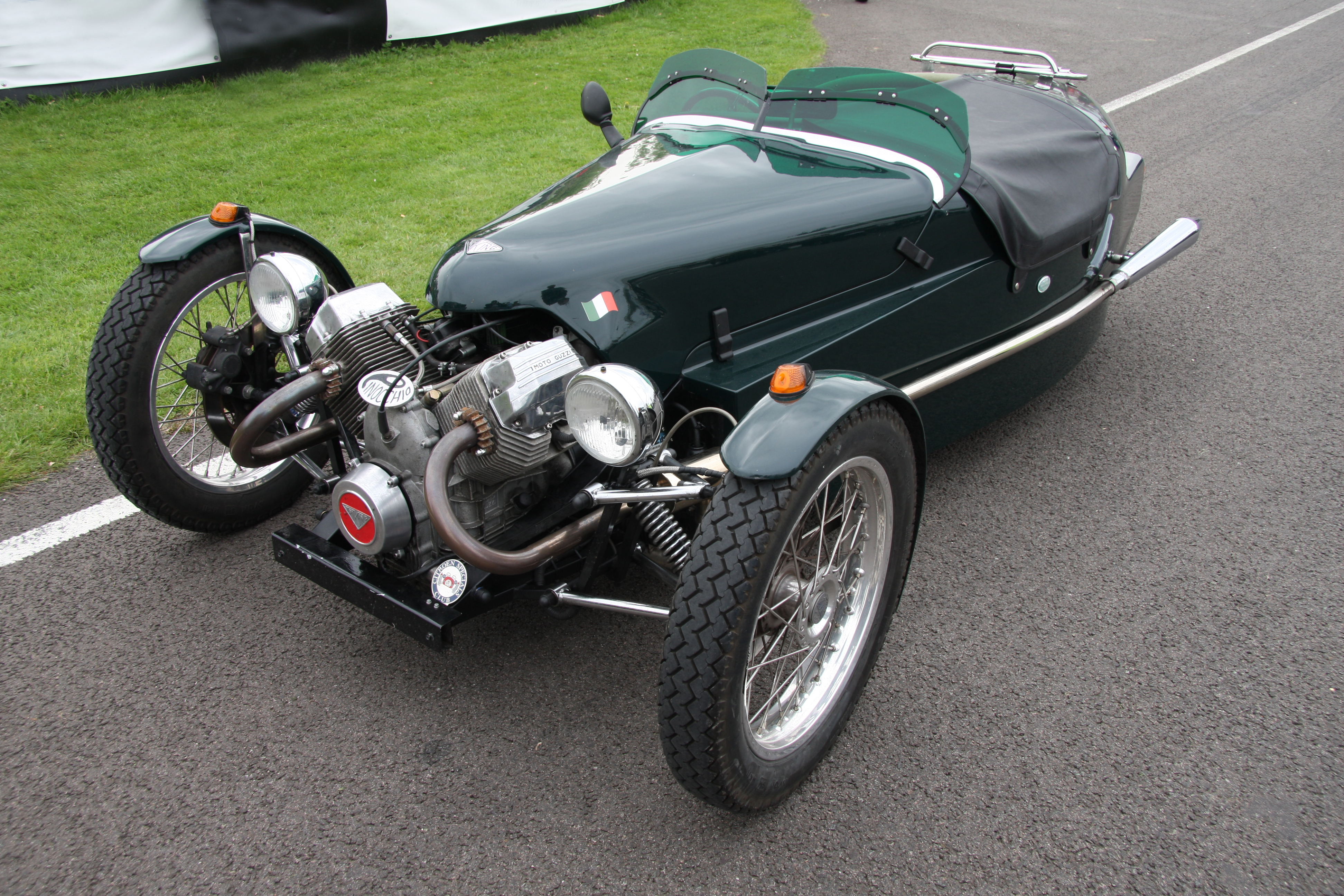
Triking Dreirad

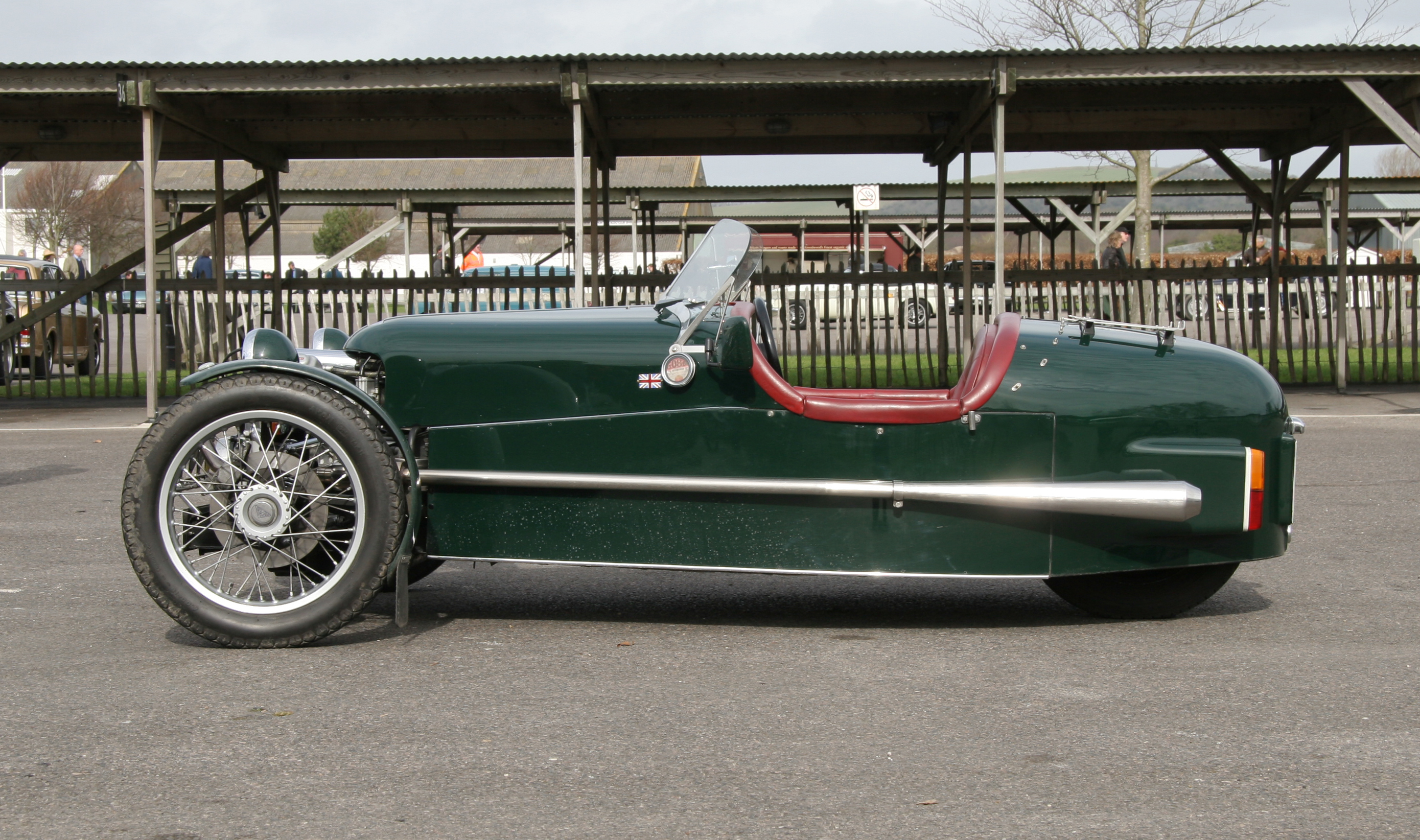
Seitenansicht

Triking Sports Cars Limited, zuvor Triking Cyclecars, ist ein britischer Hersteller von Automobilen.

## Unternehmensgeschichte
Anthony Divey, der zuvor für Lotus Cars tätig war, gründete 1978 das Unternehmen Triking Cyclecars in Marlingford in der Grafschaft Norfolk. Er begann mit der Produktion von Automobilen und Kits. Der Markenname lautet Triking. 1989 trat Alan Layzell in das Unternehmen ein. 1992 war das hundertste Fahrzeug fertig. 2009 übernahm Alan Layzell das Unternehmen, benannte es in Triking Sports Cars um und zog nach Hingham, ebenfalls in Norfolk. Insgesamt entstanden bisher etwa 187 Exemplare.

## Fahrzeuge
Das einzige Modell ist ein Dreirad mit hinterem Einzelrad. Es gilt als moderne Interpretation des Dreirades von Morgan. Ein V2-Motor von Moto Guzzi ist vorne im Fahrzeug montiert und treibt über eine Kardanwelle das Hinterrad an. Im Angebot stehen Motoren mit 844 cm³ Hubraum und wahlweise 68 PS oder 85 PS sowie ein Motor mit 950 cm³ Hubraum und 71 PS Leistung.